# Киуру, Эйно Семёнович
Э́йно Семёнович Ки́уру (фин. Eino Antti Simonpoika Kiuru; 18 января 1929, деревня Пугарево, Ленинградская область — 26 января 2015, Лаппеэнранта) — советский, российский фольклорист, переводчик, заслуженный работник культуры Республики Карелия (1997).
В соавторстве с Армасом Мишиным в 1996 году осуществил новый вариант перевода на русский язык эпоса «Калевала».

## Биография
Эйно Семёнович родился в деревне Пугарево Ленинградской области 18 января 1929 года. Отец Семён Андреевич Киуру (фин. Simo Antinpoika Kiuru) и мать Сусанна Ивановна Хямяляйнен (фин. Susanna Juhanantytär Hämäläinen) были ингерманландскими финнами. В их семье было трое детей, Эйно был средним из них. Первым ребёнком была дочь Элина. Брат Эйно Иван Киуру тоже известный поэт и переводчик. В 1937 году Семён Киуру был репрессирован. В 1947 году был освобождён, но в 1949 году снова был арестован и вышел в 1953 году после смерти Сталина. Реабилитирован в 1956 году.
В 1938 году, ввиду того, что деревня Пугарево была расселена из-за близости к Ржевскому артиллерийскому полигону, семья Киуру переехала в соседний посёлок Бернгардовка, где их застала Великая Отечественная война. 26 марта 1942 года семья была депортирована из блокадного Ленинграда в Ачинский район Красноярского края. До 1946 года семья жила там, и в августе получила разрешение на выезд в Карелию в Сортавалу.
В 1946 году Эйно Киуру поступил в финансовый техникум в Сортавале, после окончания которого в 1949 году был распределён на работу бухгалтером в районный финансовый отдел в посёлок Спасская Губа. В 1950 году был переведён в Петрозаводск в министерство финансов Карело-Финской ССР на должность старшего бухгалтера-ревизора. Следом за ним переехала в Петрозаводск и его семья.
В 1952 году поступил на финно-угорское отделение Карело-Финского государственного университета и, получив 1957 году диплом учителя финского языка и литературы, недолгое время работал в газетах «Советская Карелия» (Neuvosto Karjala) и «Патриот Родины».
17 января 1959 года женился на Анне Ивановне Веденеевой. В том же году поступил в аспирантуру Института языка, литературы и истории КарНЦ РАН. С этого времени Эйно Семёнович навсегда связал свою жизнь с ингерманландским фольклором.
Так, в 1974 году, в Петрозаводске под редакцией Эйно Киуру на русском языке вышла книга «Народные песни Ингерманландии», благодаря чему термин Ингерманландия впервые прорвался через советскую цензуру.
До выхода на пенсию он прошёл путь в Институте языка, литературы и истории от младшего научного сотрудника и учёного секретаря президиума (1973—1980) КарНЦ РАН до исполняющего обязанности заведующего сектором фольклора и этнографии (1981—1983).
Один из основателей Ингерманландского союза финнов Карелии. До конца жизни вёл работу по сохранению финской национальной культуры.
В 2002 году принимал участие в праздновании 200-летия со дня рождения Э. Лённрота.
В 1999 года супруга А. И. Веденеева умерла. С 2004 года жил в городе Лаппеэнранта, Финляндия, со второй супругой Людмилой Андреевной Киуру. В 2015 году в возрасте 86 лет после болезни скончался в городской больнице.
Похоронен рядом с первой супругой на петрозаводском кладбище «Бесовец», Карелия.

## Фото

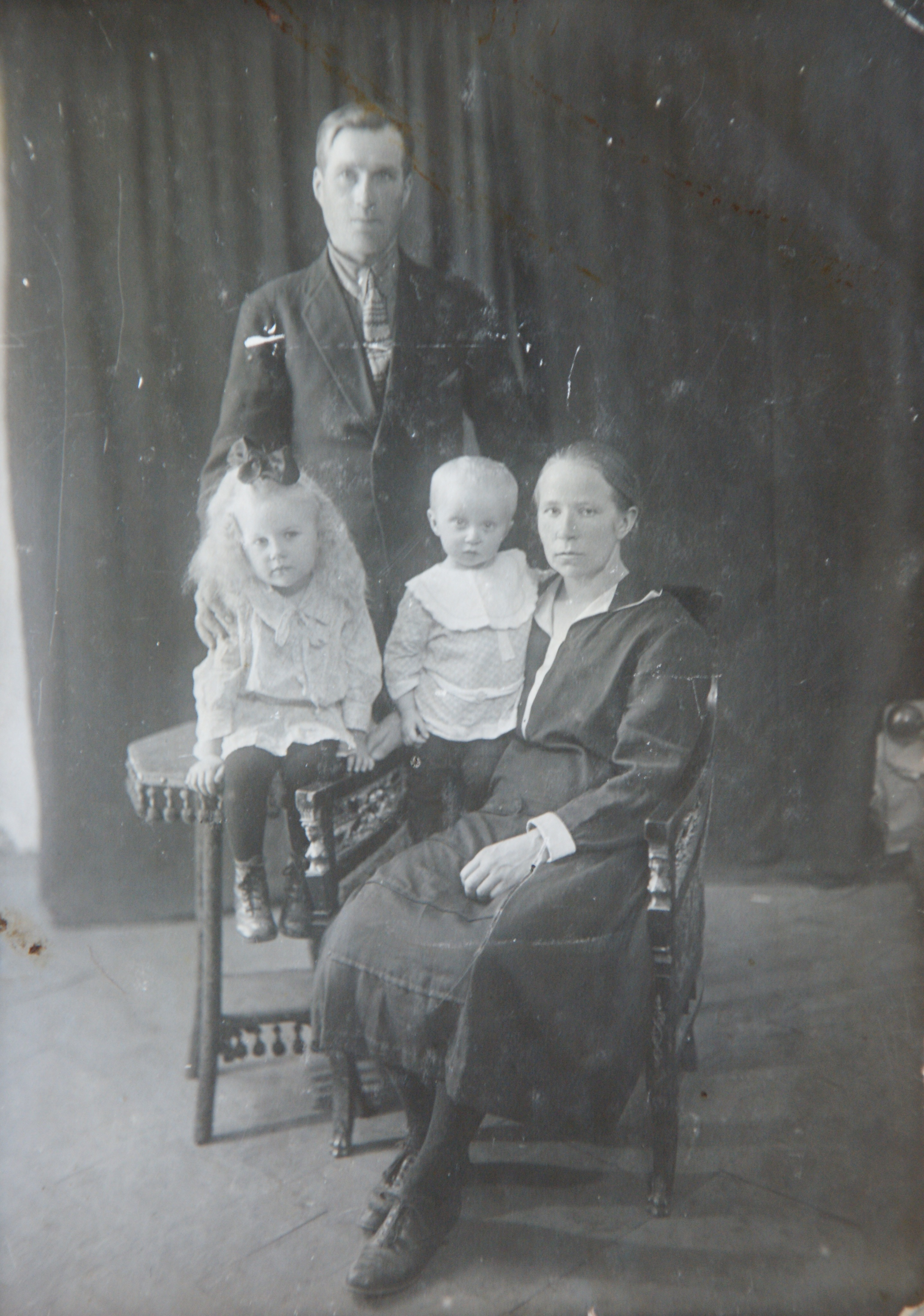
Семья Киуру. Ленобласть. 1930 год
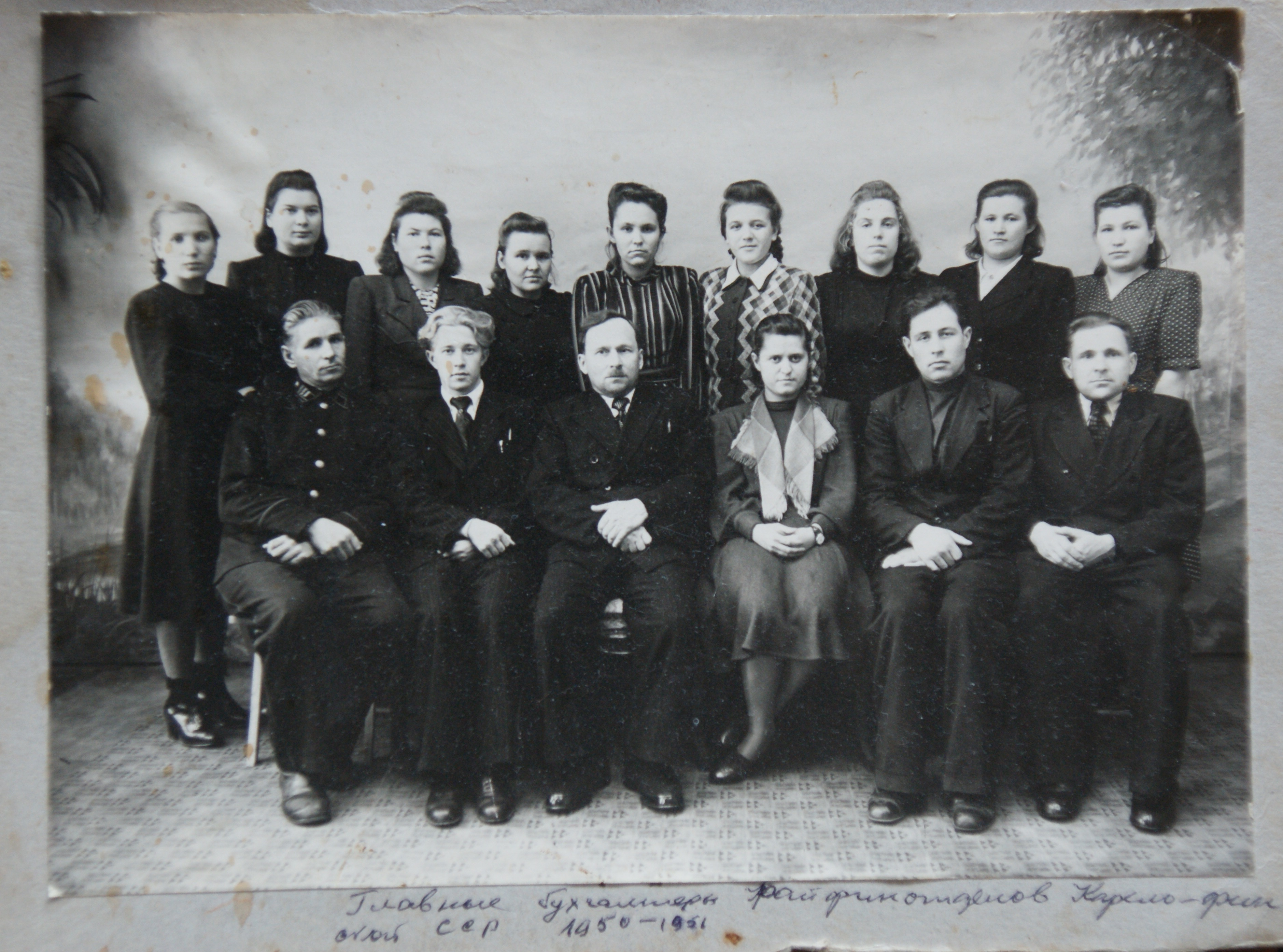
Главные бухгалтеры райфинотделов Карело-Финской ССР (Э. Киуру второй слева). 1950-1951 гг.
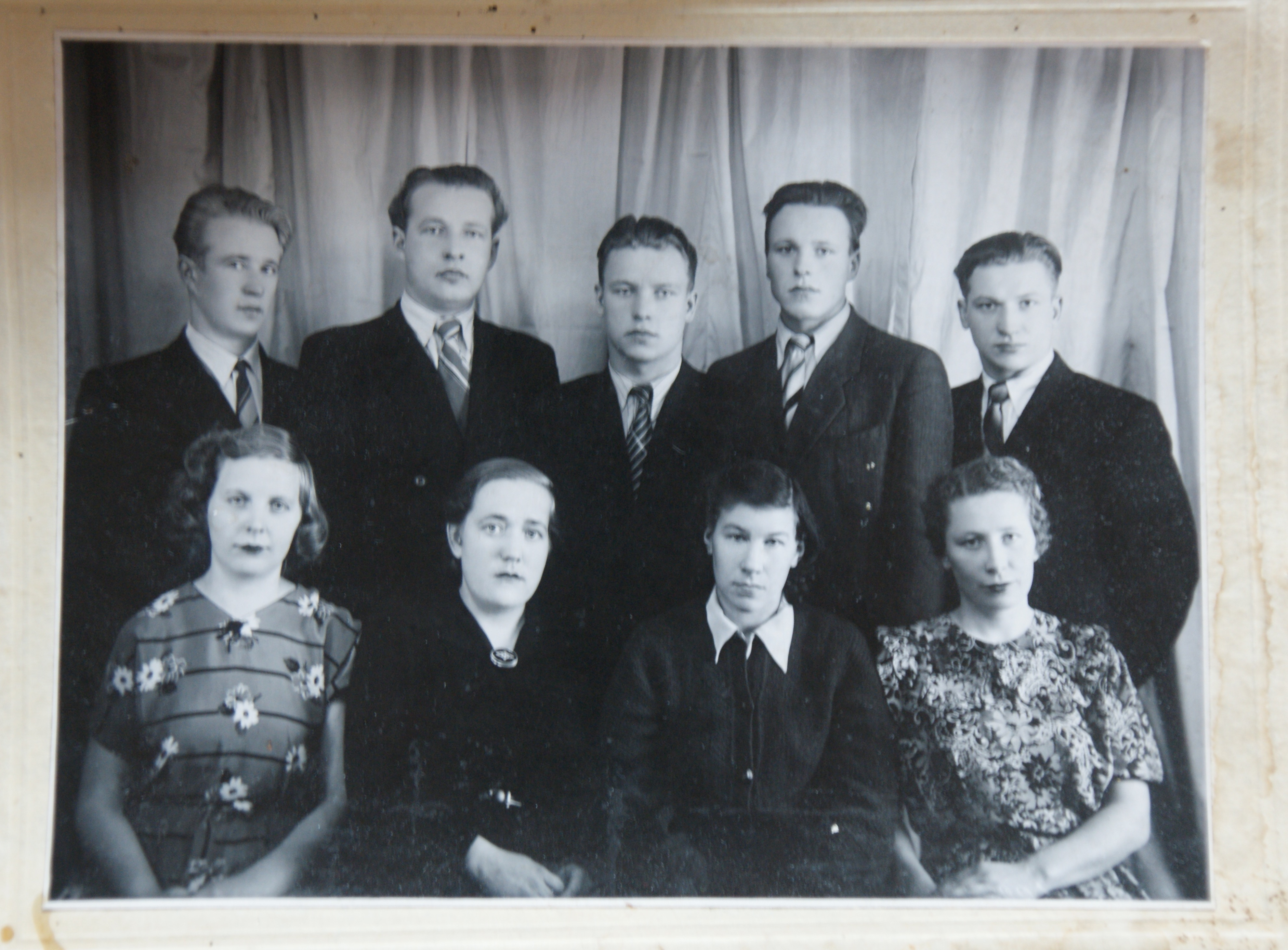
Эйно Киуру (первый слева) с коллегами. Карелия. 1960-е годы

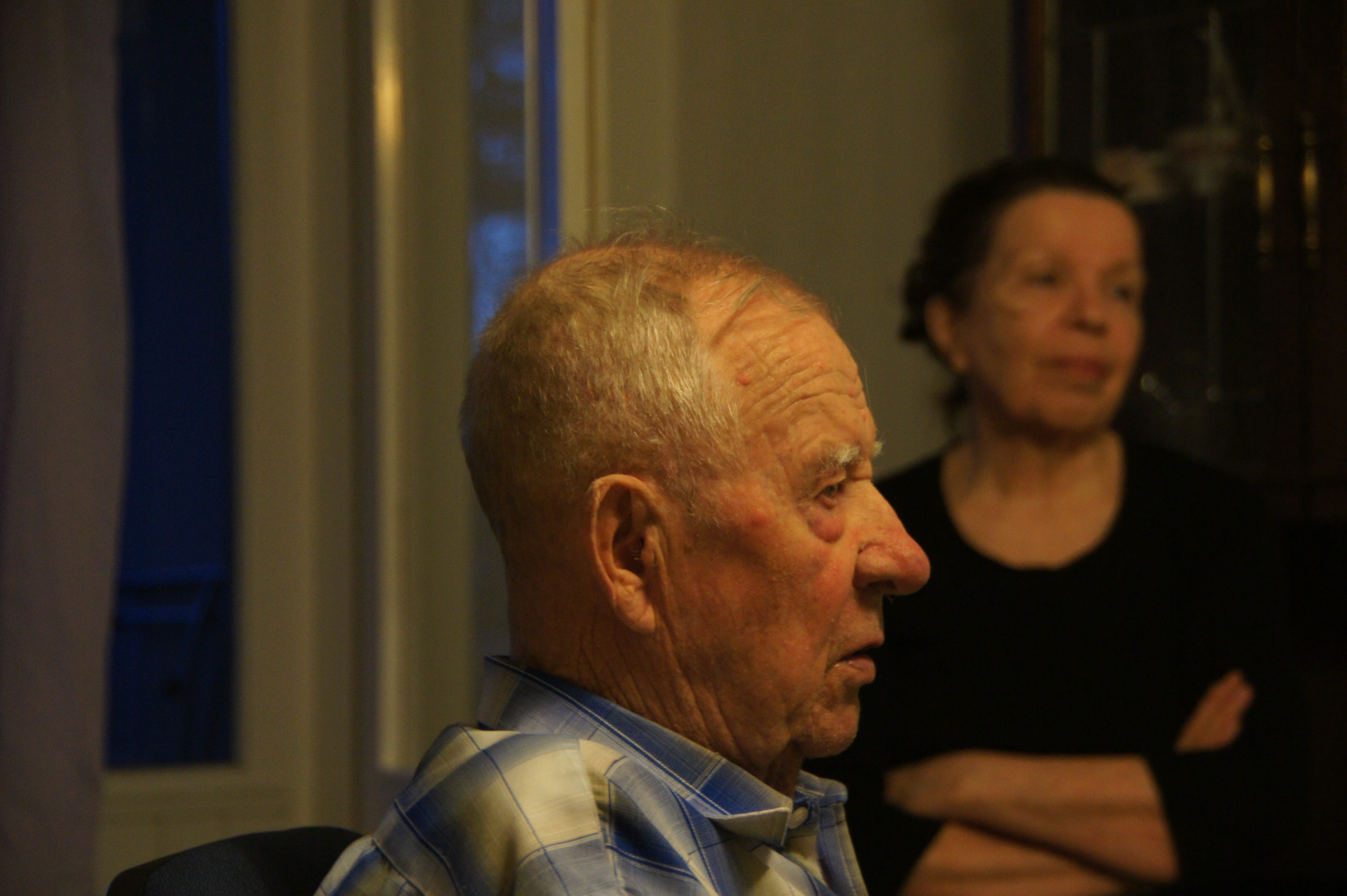
Эйно и Людмила Киуру. Лаппеенранта. 2012 год
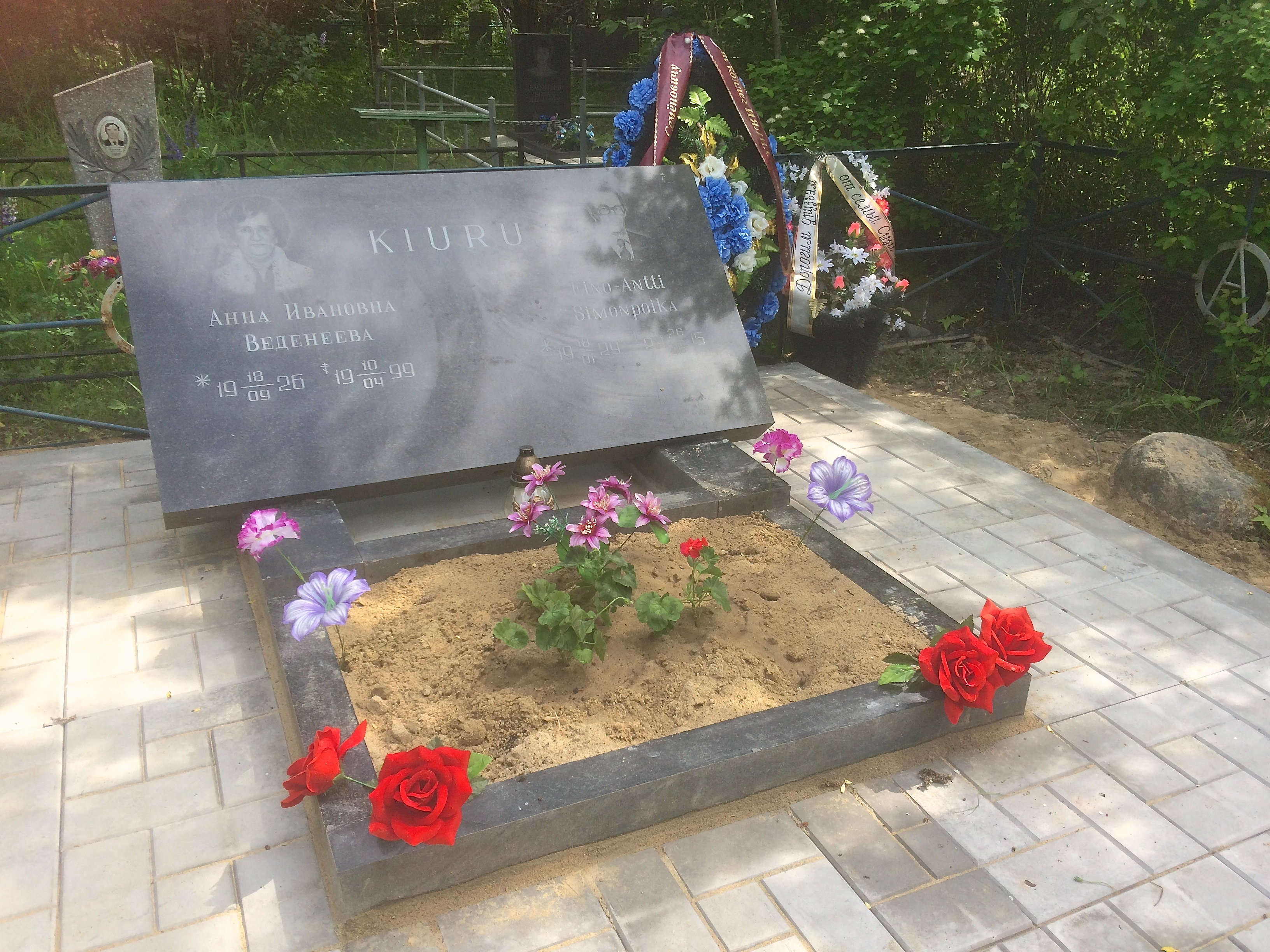
Место захоронения Эйно Киуру и Анны Веденеевой. Кладбище Бесовец. 2015 год

## Награды и звания
- Медаль ордена «За заслуги перед Отечеством» II степени (1 июня 2000 года) — за большой вклад в социально-экономическое развитие республики и многолетний добросовестный труд[6].
- Заслуженный работник культуры Республики Карелия (1997 год).
- Удостоен диплома Лауреат года Республики Карелия.
- С 1991 года член Союза писателей.